# ゴーグル
ゴーグル（英: goggles）は、目を保護するための、側面が顔面に密着する道具。眼球を粉塵・砂塵・花粉・液体・汚物・風・雪・寒気・光線 等々から守る。保護メガネとも呼ばれる。
側面がないような、いわゆる普通のメガネでは、側方から上述の粉塵・砂塵などが侵入し目に入ってしまうので、それを防ぐ道具である。目に埃・砂・雨水などが侵入したり、側方から眼球に直接風が当たったり、横側から光線が直接眼球に当たったりすることなどを防ぐ。用途としては運転用、操縦用、作業用、スポーツ用、花粉対策用などがある。前面が紫外線を遮断するものであれば、顔面に密着する側面があると、眼球を紫外線から完全に守ることもできる。

## 歴史
エスキモーの人々は雪目を防ぐために、カリブーの角や流木などから遮光器（雪用ゴーグル）を作った。細長いスリットを入れて少量の光を取り入れ、紫外線を減らすものであった。遮光器は着用者の顔にフィットするように湾曲しており、鼻に合わせて裏に大きな溝が刻まれ、カリブーの腱で作られた紐で頭に固定していた。
20世紀初頭、覆いのない車を運転する際の風やほこりから目への刺激を防ぐために、ゴーグルが着用された。同様に、1903年に飛行機が発明された直後は、航空機の速度が上がるにつれて風が強くなり、また高高度でのバグストライク（虫の衝突）から保護するためにも、ゴーグルが必要になった。ゴーグルを最初に着用したパイロットは、1903年にサミュエル・ラングレーのエアロドロームを飛ばそうとして失敗したチャールズ・マンリーだったと思われる。
- エスキモーが用いた遮光器。木の板に薄い覗き穴が空いている。

## 運転用
もともとは自動車用もオートバイ用もあった。
最近のオートバイ用ヘルメットにはウィンドシールドがついているものが増えたので不要な場合が多いが、ヘルメットにそれがついていないタイプでは乗車する際にゴーグルが用いられる場合があり、オートバイ用品メーカーによる製品が市販されている。ヘルメットの上から着用することを想定して、ストラップはスキー用などに比べると長く作られている点が異なる。オフロード走行向けのゴーグルは製品の種類が多く、特有の機能を備えたゴーグルが製品化されている。複数の車両が密集して走行するオフロード競技などでは先行する車両が跳ね上げる泥や水を受けてレンズが汚れやすく、迅速に視界を確保する機構が加えられる場合がある。レンズの表に複数の透明なフィルムを重ねて貼り、汚れたフィルムを1枚ずつ剥がして視界を確保するティアオフフィルム(英: tear-off film)という方式や、レンズの両脇に巻き取り機構を設けてフィルムがレンズの表を横渡しに覆うように張り、汚れたフィルムを左右のどちらかへ巻き取って反対側から汚れていないフィルムを引き出すロールオフフィルム(英: roll-off film)と呼ばれる方式が古くから実用化されている。鼻や頬を覆うマスクをゴーグル下部に追加装着できる機構を設けた製品もある。
- 運転用ゴーグル
- オートバイ用ゴーグル（1930年代）
- ゴーグルのゴムバンドがずれないようなしかけのついたヘルメット

## 航空機用
1900年初頭に登場した飛行機のパイロットが使用し、操縦席が密閉されていない機体では風で目が開けにくくなることや、虫やゴミが衝突しやすいため必須の装備である。視界が広く取れるようにレンズが大きいのが特徴である。またガラスに着色しサングラス機能を付与したものもあった。機関士や通信士などが使用することもある。日本では航空眼鏡（こうくうがんきょう）とも呼ばれた。
風防で覆われる設計が一般化した後はサングラスに代わり、ヘルメットを着用する戦闘機などでは一体化されたバイザーを使用するようになった。ゴーグルは操縦席が密閉されていない旧式機やアクロバット用の小型機で使われる。
- アドルフ・ペグーとゴーグル
- チャールズ・リンドバーグとゴーグル
- エアメール・パイロットShirley J. Shortとゴーグル（1921年)
- 大日本帝国陸軍の航空部隊で用いられたゴーグル（篠原弘道准尉）。
陸海軍航空部隊において、従来は戦車眼鏡（戦車兵用の防塵眼鏡）や民間品・輸入品が混用されていたが、1937年に後藤予備陸軍大佐が考案した本品が採用された。数少ない陸海軍共通の装具であり、その形状から「鷲の目型」とも呼ばれた

## 作業用

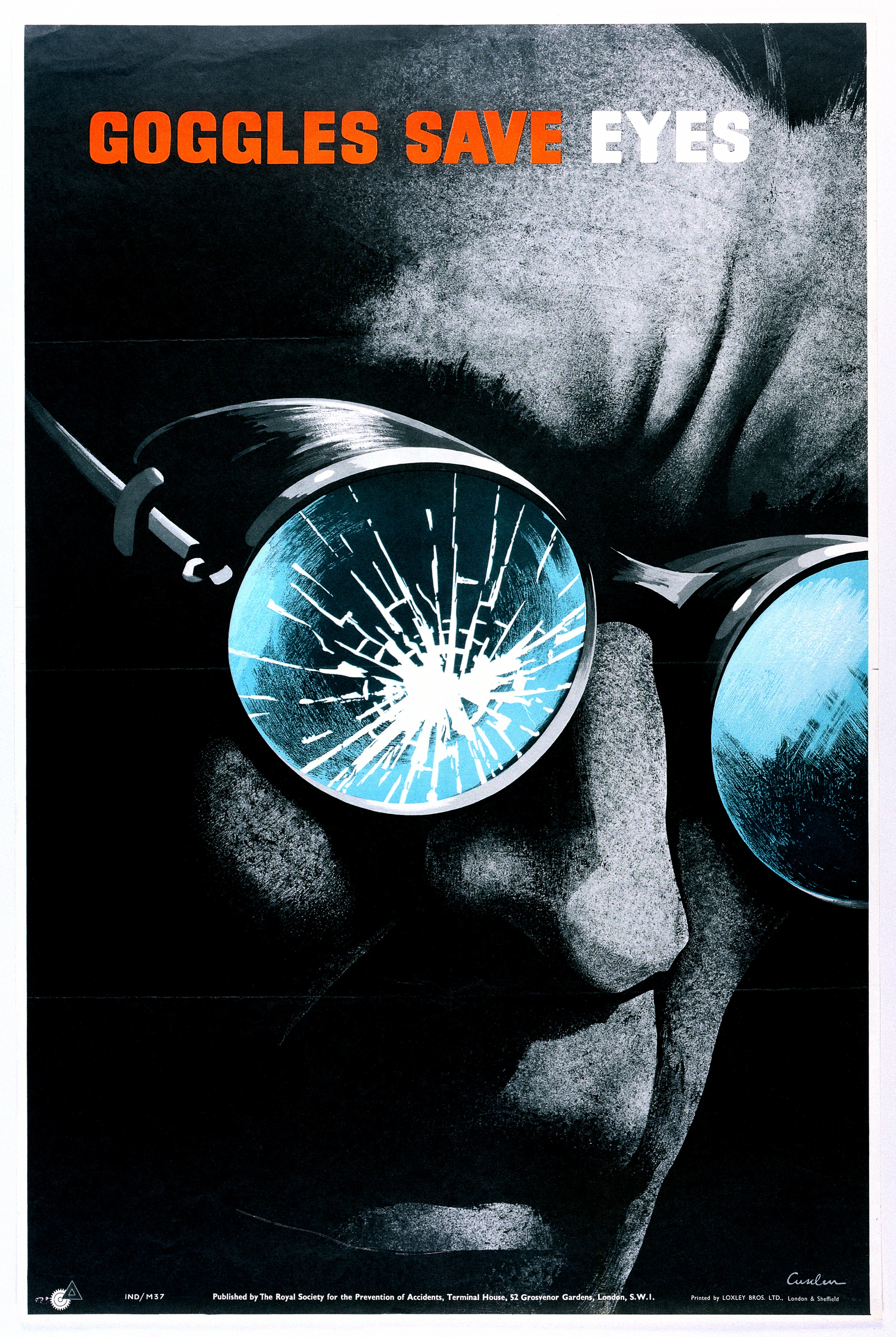
「ゴーグルは眼を護る」と伝えるキャンペーン用ポスター

作業用ゴーグルは金属や木材などの材料を加工する際に飛散する切りくず(切粉)やエアダスターで飛ばした塵、雑草の刈払機で生じる飛散物から目を保護したり、釘打機（空気圧で釘を打つ道具）などを使用した作業で操作を誤った場合でも目に障害を負うリスクを軽減するため、あるいは、有害な化学物質を扱う作業や農薬散布、塗装などでは薬品や農薬、塗料といった飛沫や霧滴が目の粘膜に付着しないように用いられる。
日本では保護メガネとも呼ばれ、労働安全衛生規則に使用すべき作業が定められている。同様の目的であるがゴーグルの形態とせず、メガネのようにツルで耳にかけるものや、レンズ部分のみをクリップで保護帽（ヘルメット）の鍔に固定して使う製品や、収納式のシールド面を装備した保護帽もある。
溶接作業においては、熱や電気によって生じる強い光が直接目に入ることを防ぐために、光を大きく遮蔽するレンズを備えたゴーグルが用いられる。特にアーク溶接の際に発生する強力な紫外線やレーザー溶接で使用するレーザー光線は、網膜に障害を負わせる危険性が高いことから、ガス溶接用よりも高い遮光性を持つゴーグルを使用する。遮光性が高いものは視界も遮るため、蝶番でレンズを開閉できるような構造とし、作業時のみ眼前を覆えるようにしたものが一般的に使われる。外部の光の強さに反応して、自動でレンズの遮光能力が切り替わる製品もあり、アーク光を検知した際は、数千分の1秒の早さで切り替わる。スパッタ（火花状の材料片）からの顔面を保護するための溶接面では、覗き穴部分が遮光レンズになっている。
製鉄所においては、溶融した金属で高温の熱源から発せられる輻射熱を軽減するためのゴーグルが用いられる。
- ガス溶接作業用ゴーグル
- 建設現場でのゴーグル
- リューターやドリルの作業でゴーグルを着用した例
- 普及型ゴーグル
- ラボ用
- レーザー作業用ゴーグル

## 水泳用

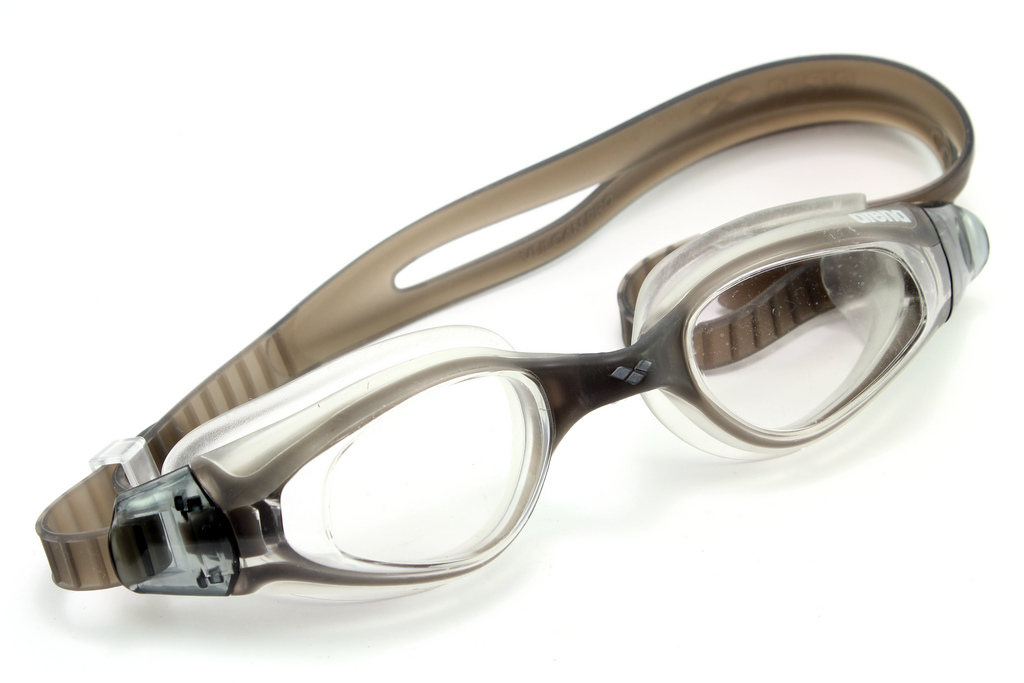
水泳用ゴーグル

水の屈折率が空気とは大きく異なるため、目の前面に空気の層を作って視界を確保する目的で着用される。また、プールの水に投入されている殺菌用塩素や海水による刺激から目を保護する効果もある。水中で視力矯正用眼鏡が使用できない場合に使われることもある。
水泳競技で使用するゴーグルは、片眼を覆うポリカーボネートなどの樹脂製アイカップを左右連結し、頭部に回すゴム製のベルトをつけた形態となる。アイカップは無色透明または着色やミラー加工されており、目の周囲の皮膚に接する部分にクッション材を貼り付けた物や、それを省略しアイカップをできるだけ小型化した物などの種類がある。眼鏡使用者のため視力矯正用にレンズ加工されたものもある（度が入っていないと、プール入場から退場まで眼鏡を外した状態になる。）。
公共のプールでは破損した際のガラス片の危険性などからダイビング用のマスク同様に着用が禁じられる例もあったが、ガラス以外の材質の製品が登場したことや、消毒剤からの目の保護や、水を媒介に感染する眼病の予防効果もあり、競泳競技規則でも使用が許されるようになった。
競泳競技では、屋外プールでは濃色のもの、単調な練習に集中するため視界の狭いもの、他選手のペースを確認するため視界の広いもの、水の抵抗を軽減するためアイカップが小さいものなど、が使用される。ゴーグルを着用した状態で飛び込みスタートを行うには、入水時の頭の角度や姿勢に注意する必要がある。
アーティスティックスイミング競技、飛び込み競技、水球競技では、練習中に自分の姿勢を確認したり、チーム、デュエットでは他の選手との姿勢、間隔、同調性を確認するために使用される。日本泳法競技でも泳型を見せる競技であるため使用されないが、練習の際に使用する選手もいる。オープンウォーター競技では、海水から目を保護するため着用される。プラスチックレンズは傷が付きやすく、長期間使用すると細かい傷の集まりで、透明度が低下する。
ダイビング(潜水)に使用されるものはマスクと呼ばれ、ゴーグルとは区別される。

## スキー・スノーボード用

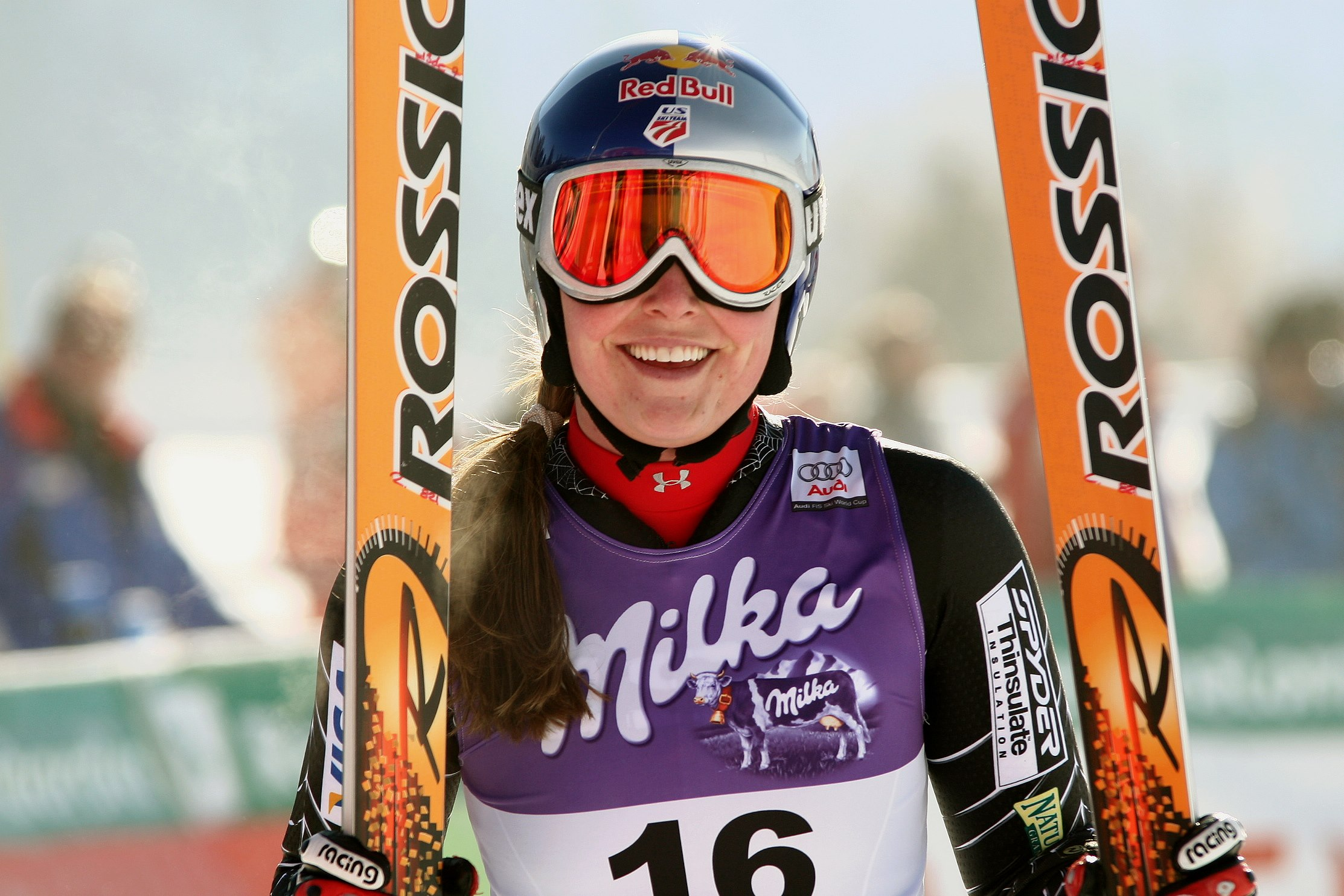
スキー競技用ゴーグル

スキー・スノーボード用のゴーグルは、風や冷気、氷片や木の枝などの飛来物から目を守るほか、サングラスと同様に雪の照り返しによって強くなる紫外線から目を保護するUVカット機能も持つ場合がある。レンズおよびフレームは柔軟性と剛性を兼ね備えており、転倒時や衝突時の衝撃から顔面を守る。寒冷な外気の中で使用する際に、ゴーグル内の水蒸気がレンズ内面で結露して曇りが生じ、視界が悪化することを防ぐため、レンズ周囲のフレームなどに通気孔が設けられている。また、ダブルレンズと呼ばれる複層ガラスのような構造のレンズで曇りを防ぐものもある。
ストラップにバックルがついているものは、着脱する際に顔面からフレームをずらす必要がなく、頭部などに付いた雪がゴーグル内に入ることを防ぐことができる。スキー用ゴーグルとスノーボード用ゴーグルに機能的な違いは無く、外観デザインが異なる程度である。競技用のゴーグルはヘルメットに装着することを前提としており、フレーム外形がヘルメットの開口部とフィットするようになっている。

## 軍用

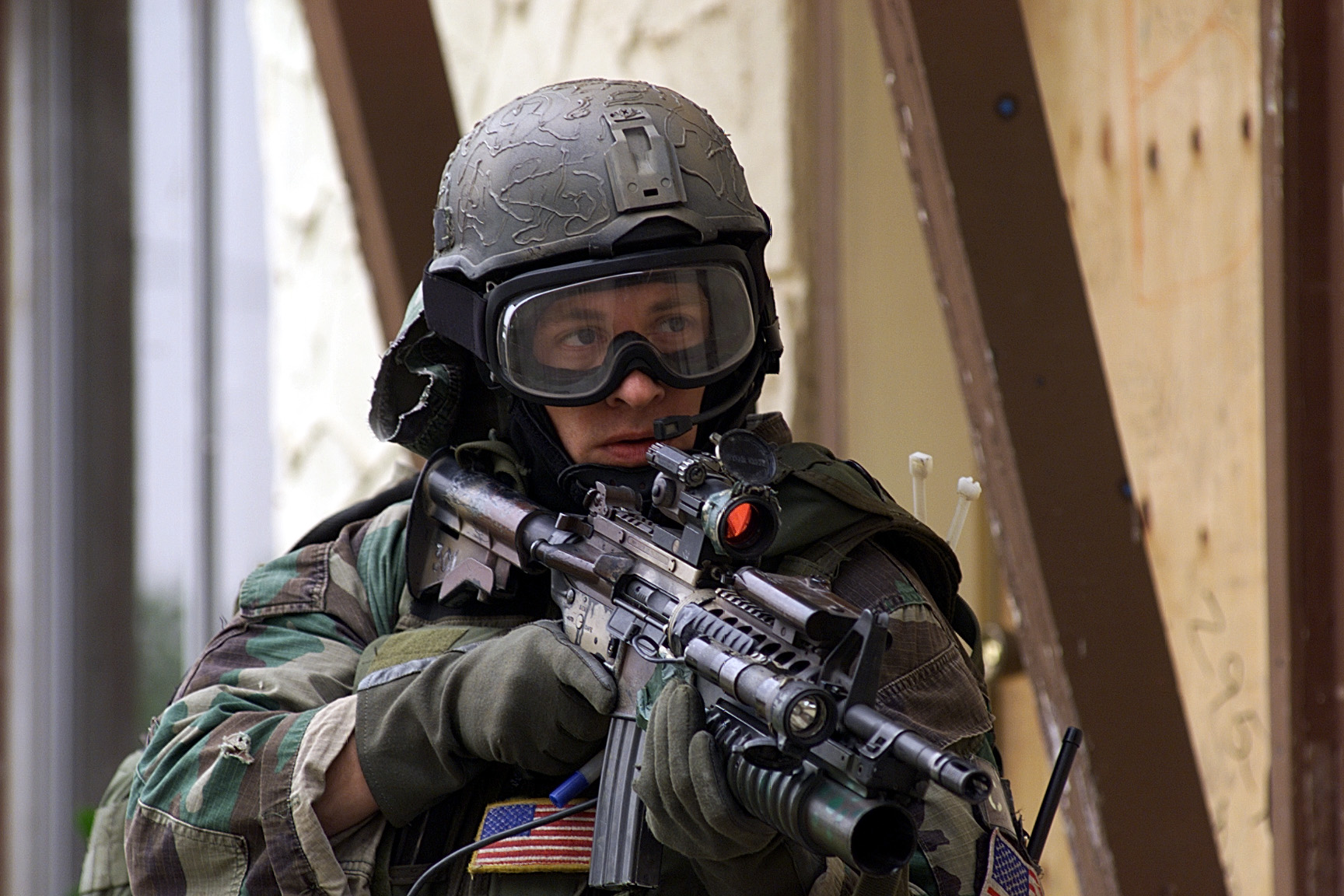
軍用ゴーグルを装着した兵士

落下傘降下を行う部隊などでは比較的古くから使われているが、歩兵装備の近代化に伴って軍用としてのゴーグルも普及している。外見はスキー用ゴーグルに似るが、戦闘中に飛び散る泥や砂のほか、爆風等から眼を保護する目的で使用するため、衝撃や破片の激突などに対して一定以上の耐久性を持っていることが必要条件となる。砂漠など、日差しの強い地域で行動することを前提とした軍隊では、これにサングラスとしての機能を果たすカラーレンズを装備した物を使用することもある。強度（散弾の流れ弾程度なら傷がつくだけ）とともに、軍隊で使用されているというイメージの面から、一般向けに販売されるモデルが遊戯銃店の店頭に並んだり、サバイバルゲームを扱う雑誌に掲載されている。

## サバイバルゲーム用
サバイバルゲームで使用することを目的に開発されたもので、ASGKの規格に準拠したものは、運動エネルギー1.2JまでのBB弾の直撃に耐えられる。
ポリカーボネートなど透明で強度のある樹脂を用いたクリアシールドや、それに色をつけた物、目の細かい金網を張った網目（メッシュ）シールドなどがある。簡素な構造で安価な物から、頬や口元を保護するフェイスガードが連結されたもの、曇り防止用の小型電動換気扇を備えた高級品などの種類がある。樹脂製は透明な素材が眼の前方を隙間無く覆うため、砂や水、砕けたBB弾の破片など細かな物も防御でき、視覚に与える影響も少ない。しかし硬い物との接触で傷がつきやすく、内部に湿気がこもると曇るほか、極端な低温下での使用や劣化によって強度が落ちる場合がある。金網製は湿気で曇ることがなく、傷つきや気温の変化などにも強いが、細かな飛散物が網目をすり抜ける危険性があり、眼前に金網があるため視界がやや暗くなる。
ゴーグルとフェイスガードを一体化し、保護板が頭頂部や後頭部まで覆うヘルメット状の物もある。これらはアメリカのペイントボールゲーム用の防具を流用したもので、液体入りのボールを撃ちあう競技のためメッシュタイプは無い。　

## 医療用

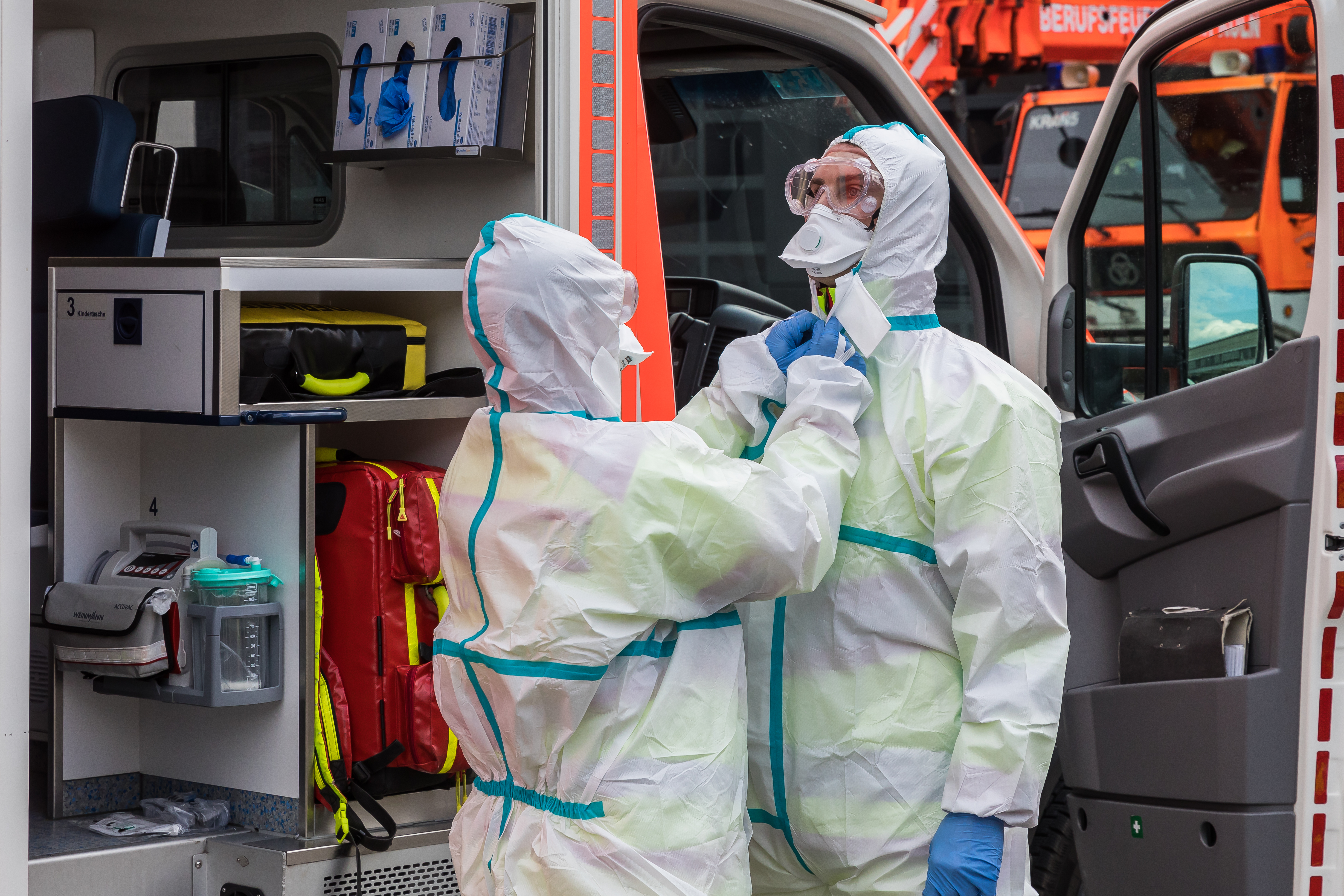
医療用の一例

医療の場において用いられるゴーグルは、大きく別けて以下の2種類がある。一つは手術などの観血手技を行う際に、術者や助手、看護師などが装着するゴーグルである。これは患者の血液が眼球に飛散し、血液を介した感染症に罹患することを防止するものである。拡大鏡が付帯したものもある。また「フェイスシールド」とも呼ばれる。
もう一つは、X線使用下に於ける手技で用いる防護ゴーグルである。鉛が含有されたアクリルで出来ており、血管造影、CT撮影下手技、透視下整復、核医学検査などの際に、術者や介助者の水晶体の放射線被曝を低減するために用いる。こちらは「防護メガネ」とも呼ばれる。

## 他
- 騎手用
- 飲酒運転の危険性を広めるために開発された泥酔時の見え方を再現するゴーグル

## 表示装置
映像を提示する装置の場合はヘッドマウントディスプレイやヘッドセットとも言う。VR、AR、MRの表示などに用いられる。
- VR用ゴーグル
- マルチコプターの操縦用のゴーグル
- ナイトビジョン・ゴーグル。軍事用。